# Sikaiana
Sikaiana (conosciuta anche come Te Moana e precedentemente nota come Stewart Island) è un'isola nella Provincia di Malaita delle Isole Salomone.